# Ufens breviclavata
Ufens breviclavata is een vliesvleugelig insect uit de familie Trichogrammatidae. De wetenschappelijke naam is voor het eerst geldig gepubliceerd in 1991 door Yousuf & Shafee.